# Morgane Bacon
Morgane Bacon, née le 8 mai 1992 à Rennes, est une joueuse de pétanque française. 

## Biographie
Elle est droitière et se positionne en milieu ou pointeuse.

## Clubs
- ?-? : CSM Ile Saint-Denis (Seine-Saint-Denis)
- ?-? : CSM Epinay (Seine-Saint-Denis)
- ?-? : Ozoir la ferrière pétanque (Seine-et-Marne)

## Palmarès[1]

### Jeunes

#### Championnats d'Europe
Championne d'Europe
- Triplette espoirs 2013 (avec Anaïs Lapoutge, Audrey Bandiera et Anna Maillard) :  Équipe de France

### Séniors

#### Championnats de France
Championne de France
- Triplette 2012 (avec Gidgia Aït Idir et Valeria Songeux) : Ozoir la ferrière pétanque